# وقعة الجمعة (130هـ)
وقعة الجمعة ( 130هـ - 748م ) هي معركة بين قادة الدعوة العباسية و ابن هبيرة.